# 蘭加拉-49街站
蘭加拉－49街站（英語：Langara–49th Avenue Station）是加拿大卑詩省溫哥華一座架空列車加拿大線車站，為運輸聯線收費架構中一號收費區的其中一個車站。此站位於溫市渥烈治區甘比街和西49街的交界處，離蘭加拉學院數個路口，於2009年8月17日聯同加拿大線一起開幕。
大溫哥華旁遮普裔居民商業區之一旁遮普市場坐落緬街與西49街交界，位於此站以東約一公里。旁遮普市場商會於2005年提出在此站名稱中加入「旁遮普」或「旁遮普市場」字樣，而卑詩省議會則於2006年通過動議，向運輸聯線建議將此站名為「旁遮普市場－蘭加拉站」（Punjabi Market–Langara Station）。運輸聯線於2007年表示由於旁遮普市場離此站尚有一段距離，故不接納這項建議。

## 車站設計

### 樓層
| S | 地面                                                           | 出入口               |
| C | 大堂                                                           | 自動售票機、驗票閘門 |
| T | 側式月台，右側開門                                             | 側式月台，右側開門   |
| T | 加拿大線往濱海站（渥烈治－41街站）                             |                      |
| T | 加拿大線往列治文－布里格豪斯站和溫哥華國際機場站（海旁大道站） |                      |
| T | 側式月台，右側開門                                             |                      |

## 接駁交通
下列巴士線駛經蘭加拉－49街站：
| 巴士站編號 | 服務路線                                                   |
| ---------- | ---------------------------------------------------------- |
| 1          | 15號巴士，往奧運村站方向 N15號深宵巴士，往溫哥華市中心方向 |
| 2          | 49號巴士，往卑詩大學方向                                   |
| 3          | 49號巴士，往鐵道鎮站方向                                   |
| 4          | 15號巴士，往海旁大道站方向 N15號深宵巴士，往海旁大道站方向 |